# Asterixis
La asterixis (del griego a + stērig, "no sujetar") es un término médico usado para describir una alteración neuromuscular que consiste en la aparición involuntaria de interrupciones rítmicas de una contracción muscular voluntaria. Adecuadamente llamado temblor o aleteo hepático (del inglés liver flap), fue descrito por primera vez en 1949 en pacientes con insuficiencia hepática grave y encefalopatía.

## Características
A pesar de tener la apariencia de un temblor y de ser comúnmente llamado flapping tremor por parecerse al aleteo de un ave, la asterixis no es considerado un temblor. Por el contrario, en vez de contracciones repetitivas, son relajaciones repetidas de los músculos ocupados en movimientos o posturas voluntarias. Ocasionalmente pueden aparecer como movimientos espontáneos, pero en la mayoría de los casos se observa cuando se le pide al individuo durante una exploración intencional, a realizar movimientos musculares de tensión y sensación. 
El más común de las maniobras es pedirle al individuo que extienda los brazos, con las palmas hacia el suelo, y al mismo tiempo realice la extensión (flexión dorsal) de las muñecas. En esta posición aparecen a intervalos irregulares, movimientos alternantes de flexión y extensión de la articulación de las muñecas, acompañado de separación y acercamiento repetitivo de los dedos. Típicamente son interrupciones bilaterales, aunque pueden verse de manera asimétricas.

## Causas
Las causas exactas son desconocidas pero se supone que es producida a propósito de una deficiencia en el metabolismo del amonio.

## Patologías
El signo se observa en encefalopatías como en las secundarias a sepsis, el coma hepático, cirrosis descompensada, desórdenes electrolíticos, hipoxia y otros. Ocasionalmente se ve en pacientes con toxicidad por dióxido de carbono, salicilatos y en la enfermedad de Wilson.